# Secesionismo lingüístico
El secesionismo lingüístico es la actitud de querer separar una variedad lingüística del idioma al cual pertenece normalmente, con el objetivo de hacer ver que esa variedad es una lengua distinta. Este fenómeno comenzó a estudiarse en la sociolingüística catalana pero se puede constatar en otras partes del mundo.

## En catalán y occitano

### Características comunes
En el espacio occitanocatalán, el secesionismo lingüístico es un fenómeno bastante reciente, desarrollado a partir de la década de 1970. Se caracteriza por:
- Un rechazo no reconocido del desarrollo del catalán y del occitano como lenguas normales de comunicación en la sociedad. Tal vez sea esa la razón principal que explica el secesionismo lingüístico en lenguas subordinadas como el catalán o el occitano. Así, el secesionismo lingüístico representa de hecho una incapacidad de revertir la diglosia y la sustitución lingüística. Simultáneamente se acompaña de una ideología que idealiza la coexistencia de la lengua subordinada (una variedad del catalán o de occitano) con la lengua dominante (español, francés, italiano), negando o minimizando el conflicto lingüístico. Estigmatiza como principal enemigo, no la lengua objetivamente dominante, sino a su propia lengua, de la que se pretende separar una variedad regional.
- Una ruptura y una contradicción con las tradiciones de los movimientos renacentistas en catalán y occitano, que afirman la unidad dentro del occitano y del catalán desde el siglo XIX.
- Una ignorancia (a menudo voluntaria) de la búsqueda e investigación en lingüística románica que afirma la unidad del catalán y del occitano.[3]
- Crispaciones en la identidad sobre los dialectos que se quieren considerar como lenguas aparte.
- Una ausencia de éxito (o bien una posición muy marginal) en la investigación científica en lingüística.[4]
- Un lobbying activo frente a los medios políticos regionales.
- La adhesión a una grafía o a una prescripción que rompe la unidad lingüística y que exagera las particularidades dialectales.

### En el catalán
En el catalán hay tres casos:
- El secesionismo lingüístico valenciano, o blaverismo, aparece a finales de los años 70, durante la transición democrática. Es sostenido por ciertos sectores culturales y políticos conservadores de la sociedad valenciana, que son considerados "post-franquistas" por los partidarios de la unidad del catalán, y estos últimos son considerados por los secesionistas como imperialistas modernos. El impacto en la población es matizado: la mayoría de los valencianos llaman "valenciano" a su lengua, pero están divididos sobre la cuestión de la unidad de la lengua catalana; algunos admiten que "valenciano" es otro nombre posible para el "catalán" y otros afirman que el "valenciano" es una lengua distinta del "catalán". Los "blaveros" escriben el valenciano siguiendo normativas no oficiales como las llamadas «normes del Puig» y siguen los decretos de la Real Acadèmia de Cultura Valenciana, mientras que los partidarios de la unidad y la mayoría de instituciones aceptan la normativa oficial de la Academia Valenciana de la Lengua, las conocidas como «normes de Castelló». El impacto del blaverismo ha sido minoritario en la comunidad científica de los lingüistas, pero sí ha tenido más influencia en la política valenciana.
- El secesionismo lingüístico balear, bastante marginal, se sostiene por ciertos grupos culturales. Forma parte de una tendencia más amplia pero bastante desorganizada y débil llamada gonellismo, que se opone a la estandarización del catalán.[5]
- El secesionismo lingüístico en la Franja de Aragón (zona catalanohablante de Aragón) es bastante marginal y ha aparecido recientemente. Se sostiene por grupos ligados con movimientos que se oponen a la presencia de la lengua catalana en Aragón, como el Partido Aragonés.[6]

### En occitano
En occitano, hay tres casos:
- El secesionismo lingüístico auvernense está defendido desde los años 70 por Piare Bonaud, que fundó la norma bonaudiana, el "Cercle Terre d'Alvèrnia" y la revista Bisa Nèira (Bïzà Neirà). El impacto en la población es despreciable. El medio cultural auvernense está dividido entre la visión unitaria del occitano (partidarios de la norma clásica) y el secesionismo (partidarios de la norma bonaudiana).
- El secesionismo lingüístico provenzal ha aparecido en los años 1970 con Loís Baile y está reactivado desde los años 90 por Felip Blanchet y por grupos como la "Union Provençala" ("Unioun Prouvençalo") o el "Collectiu Provença" ("Couleitiéu Prouvènço"). Este secesionismo reivindica la norma mistraliana (pero no es representativo del conjunto de los usuarios de la norma mistraliana, que son tradicionalmente partidarios de la unidad del occitano). El impacto en la población es débil. El medio cultural provenzal está dividido entre la visión unitaria de la lengua (con partidarios tanto de la norma mistraliana del occitano como de la norma clásica) y el secesionismo (solo con partidarios de la norma mistraliana). El Consejo Regional de Provenza-Alpes-Costa Azul votó una resolución el 5 de diciembre de 2003 que aprobaba el principio de la unidad del "occitano o lengua de oc" y del hecho que el provenzal forma parte.
- El secesionismo lingüístico gascón, sostenido desde los años 90 por Joan Lafita, que creó en la década del 2000 un "Institut Bearnés e Gascon". El impacto en la población es despreciable. El medio cultural gascón adhiere casi de forma unánime a la visión unitaria de la lengua. El secesionismo de Joan Lafita propone dos sistemas gráficos originales, un desvío antinormativo de la norma clásica y un desvío antinormativo de la norma mistraliana (más exactamente, se trata de un desvío de la "grafía febusiana", que es la versión gascona de la norma mistraliana). En el Valle de Arán, el gascón se define de manera oficial como una variedad del occitano. El Estatuto de Arán de 1990 presenta el gascón aranés como variedad de la lengua occitana y propia de Arán ("L'aranès, varietat de la llengua occitana i pròpia d'Aran"). También el estatuto de autonomía de Cataluña reformado el 2006 lo confirma con esta fórmula: "La lengua occitana, denominada aranés en Arán".

## En rumano
El rumano es tanto la lengua del Estado de Moldavia como del Estado de Rumanía. Durante la ocupación soviética de Moldavia, hasta el 1989, el poder soviético impuso el alfabeto cirílico y pretendió que el "moldavo" era una lengua distinta del rumano. Los lingüistas opinan que este secesionismo lingüístico no tiene ninguna validez científica. En la Moldavia del final de la era soviética (a partir de 1989) y, después, en la Moldavia independiente (desde 1991) llaman "moldavo" a la lengua oficial, pero este moldavo (el rumano de Moldavia) recibe en la práctica la misma codificación que el rumano de Rumanía (excepto algunos detalles menores). Eso garantiza sólidamente la unidad de la lengua rumana. 
Hoy en día, solo el poder autoproclamado de Transnistria (zona bajo el control ruso, en secesión con Moldavia) vuelve a imponer el alfabeto cirílico al rumano, al que llama "moldavo", y nuevamente sostiene que es una lengua diferente del rumano. Porotra parte, el poder transnistrio privilegia el ruso y frena el desarrollo del rumano.

## En serbocroata
Para más detalles, véase idioma serbocroata.
El serbocroata tiene una gran unidad estructural, reconocida por los lingüistas especializados en lenguas eslavas. Pero es hablado por poblaciones que tienen conciencias nacionales muy diferentes: los croatas, los bosnios (eslavos de religión musulmana) y los serbios. Así, desde el hundimiento de Yugoslavia en 1991, el serbocroata ha perdido su codificación unitaria y su estatus de lengua oficial, y se halla ahora dividido en tres lenguas oficiales que siguen codificaciones diferentes: el croata, el bosnio y el serbio. Más recientemente, también se está intentando establecer una codificación diferenciada para el montenegrino.
Así, el sistema de base común, el serbocroata, continúa existiendo de facto gracias a su estructura lingüística intacta: es un diasistema o una lengua por distancia. En cambio, se cultiva mediante cuatro formas voluntariamente divergentes, el croata, el bosnio, el montenegrino y el serbio, los cuales son lenguas por elaboración.

## Comparaciones
Los secesionismos lingüísticos que se observan en catalán, occitano y rumano son minoritarios y no consensuales, por lo que no logran interferir en la dinámica mayoritaria, que hace que estas lenguas mantengan un funcionamiento bastante unitario.
Por el contrario, el secesionismo lingüístico en el serbocroata es un fenómeno ahora mayoritario, consensual y fuertemente institucionalizado. Se puede decir, pues, que este secesionismo lingüístico ha producido  cuatro "lenguas por elaboración" (croata, bosnio, montenegrino y serbio), ya que las elaboraciones divergentes se han implantado fuertemente en la práctica general.